# Dorsa di 21 Lutetia
Segue una lista dei dorsa presenti sulla superficie di 21 Lutetia. La nomenclatura di 21 Lutetia è regolata dall'Unione Astronomica Internazionale; la lista contiene solo formazioni esogeologiche ufficialmente riconosciute da tale istituzione.
I dorsa di Lutetia portano i nomi di fiumi dell'Impero Romano e delle regioni circostanti.
Sono tutte state identificate durante la missione della sonda Rosetta, l'unica ad avere finora raggiunto Lutetia.

## Prospetto
| Dorsum         | Eponimo                     | Latitudine | Longitudine | Diametro |
| -------------- | --------------------------- | ---------- | ----------- | -------- |
| Ticinum Dorsum | L'odierno Ticino in Italia. | 51° N      | 100° E      | 8,5 km   |